# 38e division d'infanterie (France)
Pour les articles homonymes, voir 38e division.
La 38e division d'infanterie est une division d'infanterie de l'armée de terre française qui a participé à la Première Guerre mondiale.

## Les chefs de la38edivisiond'infanterie
- 2 août - 11 novembre 1914 : Général Muteau [1],[2]
- 11 novembre 1914 - ?? : Général de Buyer [1],[2]
- 13 janvier - 21 mai 1915 : Général Hély d'Oissel
- 21 mai 1915 - 22 avril 1916 : Général Rouquerol
- 22 avril 1916 - 16 octobre 1918 : Général Guyot d'Asnières de Salins
- 16 octobre 1918 - 12 avril 1919 : Général Dufieux
- 12 avril - 8 août 1919 : Général Boyer
- 10 septembre 1919 - 7 février 1924 : Général d'Anselme

## Première Guerre mondiale

### Liste des unités ayant fait partie de la38edivisiond'infanterie
- Régiment de Marche du 1er Zouaves d'août à décembre 1914, devient 1er Régiment de Zouaves de Marche
- Régiment de Marche du 4e Zouaves d'août à décembre 1914, devient 6e Régiment de Zouaves de Marche, puis devient 4e Régiment de Zouaves de Marche
- Régiment de Marche du 1er Tirailleurs d'août à décembre 1914, devient 3e Régiment de Tirailleurs de Marche
- Régiment de Marche du 4e Tirailleurs d'août à décembre 1914, devient 4e Régiment de Tirailleurs de Marche
- Régiment de Marche du 8e Tirailleurs d'août à décembre 1914, devient 5e Régiment de Tirailleurs de Marche
- Régiment de Marche du 9e Tirailleurs d'août à décembre 1914, devient 3e Régiment de Tirailleurs de Marche
- 1er Régiment de Zouaves de Marche de décembre 1914 à juillet 1915
- 3e Régiment de Tirailleurs de Marche de décembre 1914 à janvier 1915
- 1er Régiment de Fusiliers Marins de janvier 1915 à mars 1916
- 2e Régiment de Fusiliers Marins de janvier 1915 à mars 1916
- 4e Régiment de Zouaves de Marche de janvier 1915 à novembre 1918
- 5e Régiment de Tirailleurs de Marche de juillet à août 1915, devient 8e Régiment de Tirailleurs de Marche
- 8e Régiment de Tirailleurs de Marche d'août 1915 à septembre 1918
- 4e Régiment Mixte de Zouaves et Tirailleurs de décembre 1915 à novembre 1918
- 74e régiment d'infanterie territoriale de juillet 1917 à novembre 1918
- 49e bataillon de chasseurs à pied de septembre à novembre 1918
- 65e bataillon de chasseurs à pied de septembre à novembre 1918
- 69e bataillon de chasseurs à pied de septembre à novembre 1918
- 2e compagnie du 19e bataillon du génie, d'août 1914 à décembre 1918

### Composition

#### Composition août 1914
- 75e brigade

1er régiment de marche de zouaves
Régiment de Marche du 1er Tirailleurs
- 76e brigade

4e régiment de marche de zouaves
4e régiment de marche de tirailleurs
8e régiment de marche de tirailleurs

#### Composition fin janvier 1915
- 76e brigade

1er régiment de marche de zouaves
4e régiment de marche de zouaves
8e régiment de marche de tirailleurs

#### Composition au1erjanvier 1916
- 76e brigade

4e régiment de marche de zouaves
8e régiment de marche de tirailleurs
- 4e brigade marocaine

4e régiment mixte de zouaves et de tirailleurs
Régiment d'infanterie coloniale du Maroc (RICM)

#### Composition fin septembre 1918
- 4e régiment de marche de zouaves
- 4e régiment mixte de zouaves et de tirailleurs
- 49e bataillon de chasseurs à pied
- 65e bataillon de chasseurs à pied
- 69e bataillon de chasseurs à pied

### Historique

#### 1914
- 2 août 1914 : mobilisée partie en Algérie, partie en France.
- 4 – 18 août : transport par mer et par V.F. ; concentration dans la région de Chimay.
- 18 – 24 août : mouvement, par Froidchapelle et Walcourt, vers la Sambre.

22 août : engagée dans la Bataille de Charleroi : combats vers Châtelet et Somzée.
- 24 août – 6 septembre : repli, par Sains-Richaumont, vers la région de Chevresis-Monceau.

29 août : engagée dans la  Bataille de Guise : combats, vers Ribemont et Villers-le-Sec. À partir du 30 août, repli, par Chavonne, Tréloup et Montmirail, jusqu'au nord de Provins.
- 6 – 14 septembre : engagée dans la bataille de la Marne

6 – 10 septembre : Bataille des Deux Morins (en 2e ligne du 6 au 8, puis en 1re ligne le 9). À partir du 10 septembre, poursuite par Château-Thierry et Fismes, jusque sur le Chemin des Dames, au nord de Paissy.
- 14 septembre – 26 octobre : engagée dans la 1re Bataille de l'Aisne (en liaison avec l'armée britannique) : combats vers la ferme d'Hurtebise et la ferme de la Creute ; stabilisation du front et occupation d'un secteur vers la ferme d'Hurtebise et la route de Paissy à Ailles.

12 octobre : attaques françaises vers la ferme de la Creute.
- 26 – 29 octobre : retrait du front ; transport par V.F., de la région de Fismes vers celle de Calais, puis transport par camions dans celle de Furnes.
- 29 octobre – 9 décembre : mouvement vers le front. Engagée dans la bataille de l'Yser : violents combats répétés vers Luyghem, Poesele, Bikschote et la maison du Passeur ; puis stabilisation du front, et occupation d'un secteur sur l'Yser, vers le pont de Knocke et la maison du Passeur. À partir du 4 décembre, attaques françaises sur la maison du Passeur.
- 9 – 25 décembre : mouvement de rocade et occupation d'un nouveau secteur vers Verbranden-Molen et le château à 1 km. Ouest d'Hollebeke.

14 décembre : attaques françaises.

#### 1915

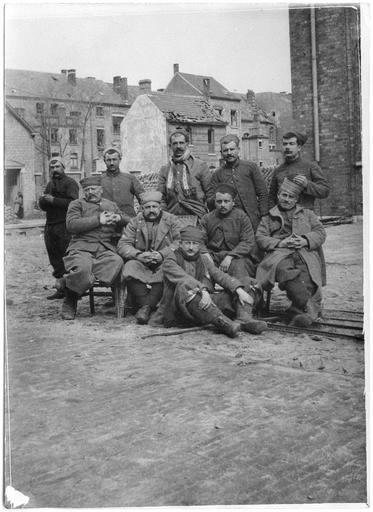
Portrait d'un groupe de zouaves sur une place. Nieuport-Bains, Belgique, avril 1915.

- 25 décembre 1914 – 2 février 1915 : retrait du front et mouvement par étapes vers la région de Cassel.

31 décembre : transport par V.F. au sud-ouest de Montdidier : repos et instruction.
17 janvier : transport par V.F. dans la région de Dunkerque ; repos dans la région d'Hondschoote.
31 janvier : mouvement vers Coxyde.
- 2 février 1915 – 20 avril 1916 : mouvement vers le front et occupation d'un secteur vers Nieuport

23 avril - 6 mai : éléments engagés vers Steenstrate et Lizerne.
9 mai : attaque allemande vers Nieuport.

#### 1916
- 20 avril – 30 mai : retrait du front ; repos et instruction vers Bergues.

10 mai : transport par camions au camp de Crèvecœur ; instruction.
25 mai : transport par V.F. dans la région de Laheycourt, puis mouvement vers celle de Vaubécourt : repos.
- 30 mai – 22 juin : mouvement vers le front.

12 juin : engagée dans la Bataille de Verdun, vers la cote 304 et la lisière est du bois d'Avocourt.
- 22 juin – 12 juillet : retrait du front ; repos dans la région Fleury-sur-Aire, Jubécourt.
- 12 – 27 juillet : mouvement vers le front, engagée à nouveau dans la Bataille de Verdun ; occupation d'un secteur vers la cote 304 et la lisière est du bois d'Avocourt.
- 27 juillet – 3 août : retrait du front ; repos vers Revigny.
- 3 – 21 août : mouvement vers le front, occupation d'un secteur vers l'ouvrage de Thiaumont et le bois de Vaux : combats du 17 au 21 août (Bataille de Verdun).
- 21 août – 21 octobre : retrait du front ; repos et instruction au camp de Tannois.
- 21 – 31 octobre : transport par camions à Verdun. À partir du 23, occupation d'un secteur vers le bois d'Haudromont et l'ouvrage de Thiaumont.

24 octobre : engagée dans la 1re Offensive de Verdun : prise du fort de Douaumont, puis occupation et organisation des positions conquises vers le bois d'Haudromont et le fort de Douaumont.
- 31 octobre – 10 décembre : retrait du front ; repos dans la région Tannois, Stainville.
- 10 – 20 décembre : transport par camions à Verdun.

14 décembre : occupation d'un secteur vers le bois d'Haudromont et le village de Douaumont (exclu)
15 décembre : engagée à nouveau dans la 1re Offensive de Verdun : prise de Louvemont ; le 18, prise de la ferme des Chambrettes ; puis occupation et organisation des positions conquises.
- 20 décembre 1916 – 16 janvier 1917 : retrait du front ; repos et instruction dans la région Ligny-en-Barrois, Gondrecourt.

#### 1917
- 16 janvier – 15 avril : mouvement, par Mailly-le-Camp et Montmirail, vers Nogent-l'Artaud ; repos et instruction.

27 mars : mouvement par étapes vers Château-Thierry, puis Coulonges et Bazoches
2 - 14 avril : éléments en secteur vers le Chemin des Dames.
- 15 avril – 29 avril : stationnement au nord de l'Aisne, vers Jumigny. À partir du 16 avril : engagée dans la Bataille du Chemin des Dames : conquête des positions ennemies au sud d'Ailles ; puis organisation du terrain conquis vers la ferme d'Hurtebise et la route de Paissy à Ailles.

25 avril : violente attaque allemande et contre-attaque française.
- 29 avril – 7 juillet : retrait du front, repos et instruction vers Fismes (éléments en secteur au Chemin des Dames).
- 7 juillet – 20 août : regroupement dans la région de Belleau et à partir du 29 juillet, transport par camions vers le camp de Lassigny ; repos et instruction.
- 20 août – 18 septembre : transport par camions vers Vailly ; puis occupation d'un secteur vers le Panthéon et le nord de la ferme de Colombe.
- 18 septembre – 20 octobre : retrait du front ; repos et instruction vers Ecury.
- 20 – 31 octobre : occupation d'un secteur entre le nord de la ferme de Colombe et l'ouest du Panthéon. À partir du 23 octobre, engagée dans la bataille de la Malmaison : attaque et prise du fort de la Malmaison, puis organisation des positions conquises vers Pargny-Filain et Chavignon.
- 31 octobre – 12 décembre : retrait du front ; transport par camions vers Crézancy, puis mouvement par étapes jusqu'à Avize et Vertus ; repos et instruction.
- 12 décembre 1917 – 1er février 1918 : mouvement vers Tours-sur-Marne et Mourmelon-le-Grand ; travaux.

#### 1918
- 1er février – 25 mars : mouvement vers la région de Vertus ; repos et instruction (éléments maintenus aux travaux de 2e position jusqu'au 9 février).

25 février - 25 mars : mouvement vers la région de Damery ; repos et instruction.
- 25 mars – 3 avril : mouvement vers Mareuil-le-Port ; le 26, transport par camions vers Ressons-sur-Matz. À partir du 27 mars : engagée dans la 2e bataille de Picardie.

28, 29 et 31 mars : résistance à l'offensive allemande vers Orvillers-Sorel.
- 3 avril – 8 mai : retrait du front ; repos et travaux vers Gournay-sur-Aronde.

10 avril : regroupement entre Pont-Sainte-Maxence et Estrées-Saint-Denis.
12 avril : transport par camions vers Tours-sur-Marne, et Ay ; repos et instruction.
1er mai : mouvement par étapes vers Tracy-le-Mont et Offémont.
- 8 mai – 11 juin : occupation d'un secteur vers Sempigny et Varesnes. Engagée dans la 3e bataille de l'Aisne, repli vers le mont de Choisy.

30 mai et 5 juin : violentes attaques allemandes vers le mont de Choisy.
- 11 juin – 14 juillet : repli, puis occupation et défense d'un secteur vers Tracy-le-Val et Bailly.
- 14 – 23 juillet : mouvement de rocade, et, à partir du 15, occupation d'un secteur vers la ferme Chavigny et Saint-Pierre-Aigle. À partir du 18 juillet, engagée, vers Longpont et la ferme Chavigny, dans la 2e bataille de la Marne (bataille du Soissonnais) : combats de Longpont et de Tigny, progression jusque vers Hartennes.
- 23 juillet – 4 août : retrait du front à la suite de la relève par le 34e division d'infanterie (Royaume-Uni). Regroupement vers Vez, puis mouvement vers Cuise-la-Motte et Trosly-Breuil ; repos.
- 4 août – 6 septembre : occupation d'un secteur vers Bailly et le bois Saint-Mard.

19 - 29 août : engagée dans la région de Carlepont et au nord de l'Oise, entre Noyon et Pontoise-lès-Noyon.
29 août - 6 septembre : organisation des positions conquises dans cette région.
- 6 – 15 septembre : retrait du front, mouvement vers Chevrières ; repos et instruction.
- 15 septembre – 2 novembre : transport par V.F. à Montbéliard. À partir du 22 septembre, occupation d'un secteur en Haute-Alsace, entre Fulleren et Burnhaupt-le-Bas, déplacé à droite, le 12 octobre, entre Fulleren et la frontière suisse.
- 2 – 11 novembre : mouvement vers Héricourt, puis, à partir du 5, vers Épinal, par Ronchamp, Luxeuil-les-Bains, Plombières-les-Bains, Remiremont et Arches.

### Rattachements
Affectation organique : 4e CA d'août 1914 à novembre 1918
| Dés               | Jusq'au           | armée              |
| ----------------- | ----------------- | ------------------ |
| 13 août 1914      | 27 octobre 1914   | 5e armée (France)  |
| 27 octobre 1914   | 16 novembre 1914  | DAB                |
| 16 novembre 1914  | 31 décembre 1914  | 8e armée (France)  |
| 31 décembre 1914  | 17 janvier 1915   | 2e armée (France)  |
| 17 janvier 1915   | 7 avril 1915      | GPN                |
| 7 avril 1915      | 22 mai 1915       | DAB                |
| 22 mai 1915       | 13 juin 1915      | GPN                |
| 13 juin 1915      | 10 mai 1916       | GAN                |
| 10 mai 1916       | 25 mai 1916       | 6e armée (France)  |
| 25 mai 1916       | 22 janvier 1917   | 2e armée (France)  |
| 22 janvier 1917   | 24 janvier 1917   | 4e armée (France)  |
| 24 janvier 1917   | 3 février 1917    | 5e armée (France)  |
| 3 février 1917    | 29 juillet 1917   | 6e armée (France)  |
| 29 juillet 1917   | 20 août 1917      | 3e armée (France)  |
| 20 août 1917      | 6 novembre 1917   | 6e armée (France)  |
| 6 novembre 1917   | 12 décembre 1917  | 5e armée (France)  |
| 12 décembre 1917  | 9 février 1918    | 4e armée (France)  |
| 9 février 1918    | 20 mars 1918      | 5e armée (France)  |
| 20 mars 1918      | 27 mars 1918      | 6e armée (France)  |
| 27 mars 1918      | 12 avril 1918     | 3e armée (France)  |
| 12 avril 1918     | 2 mai 1918        | 4e armée (France)  |
| 2 mai 1918        | 7 mai 1918        | 6e armée (France)  |
| 7 mai 1918        | 11 juin 1918      | 3e armée (France)  |
| 11 juin 1918      | 2 août 1918       | 10e armée (France) |
| 2 août 1918       | 11 août 1918      | 3e armée (France)  |
| 11 août 1918      | 30 août 1918      | 10e armée (France) |
| 30 août 1918      | 16 septembre 1918 | 3e armée (France)  |
| 16 septembre 1918 | 11 novembre 1918  | 7e armée (France)  |

### Seconde Guerre mondiale
- 1940 : Bataille de France
  - 25 au 30 mai 1940 Poche de Lille ou la 38e DI se distingue en faisant prisonnier le général allemand Kühne, commandant de la 253e Infanterie Division.